# Rudersdalkredsen
Rudersdalkredsen er fra 2007 en nyoprettet opstillingskreds i Nordsjællands Storkreds. Til og med 2006 indgik området i andre opstillingskredse i Frederiksborg Amtskreds og Københavns Amtskreds.
Rudersdalkredsen omfatter Rudersdal Kommune og Allerød Kommune.

## Folketingskandidater pr. 25/11-2018
| Liste | Parti                       | Kandidat | Bemærk                                                                                |
| ----- | --------------------------- | --- | ------------------------------------------------------------------------------------- |
| A     | Socialdemokratiet           | Miki Dam Larsen |                                                                                       |
| B     | Radikale Venstre            | Martin Lidegaard |                                                                                       |
| C     | Det Konservative Folkeparti | Mette Abildgaard |                                                                                       |
| D     | Nye Borgerlige              | Mette Thiesen, Ditlev Otte-Trojel                                                                                       | Mette Thiesen er spidskandidat i samtlige opstillingskredse i Nordsjællands Storkreds |
| F     | Socialistisk Folkeparti     | Nikolaj Bührmann |                                                                                       |
| I     | Liberal Alliance            | |                                                                                       |
| O     | Dansk Folkeparti            | Else-Marie Madsen |                                                                                       |
| V     | Venstre                     | Marianne Lynghøj Pedersen                                                                                               |                                                                                       |
| Ø     | Enhedslisten                | Tormod Olsen |                                                                                       |
| Å     | Alternativet                | Christian Poll, Theresa Scavenius, Julie Katinka Herdal Molbech, Allon Hein Sørensen, Bina Aylen Seff, Susan Kjeldgaard | Er opstillet i samtlige opstillingskredse i Nordsjællands Storkreds                   |